# Penthetor lucasi
Penthetor lucasi là một loài động vật có vú trong họ Dơi quạ, bộ Dơi. Loài này được Dobson mô tả năm 1880.

## Hình ảnh

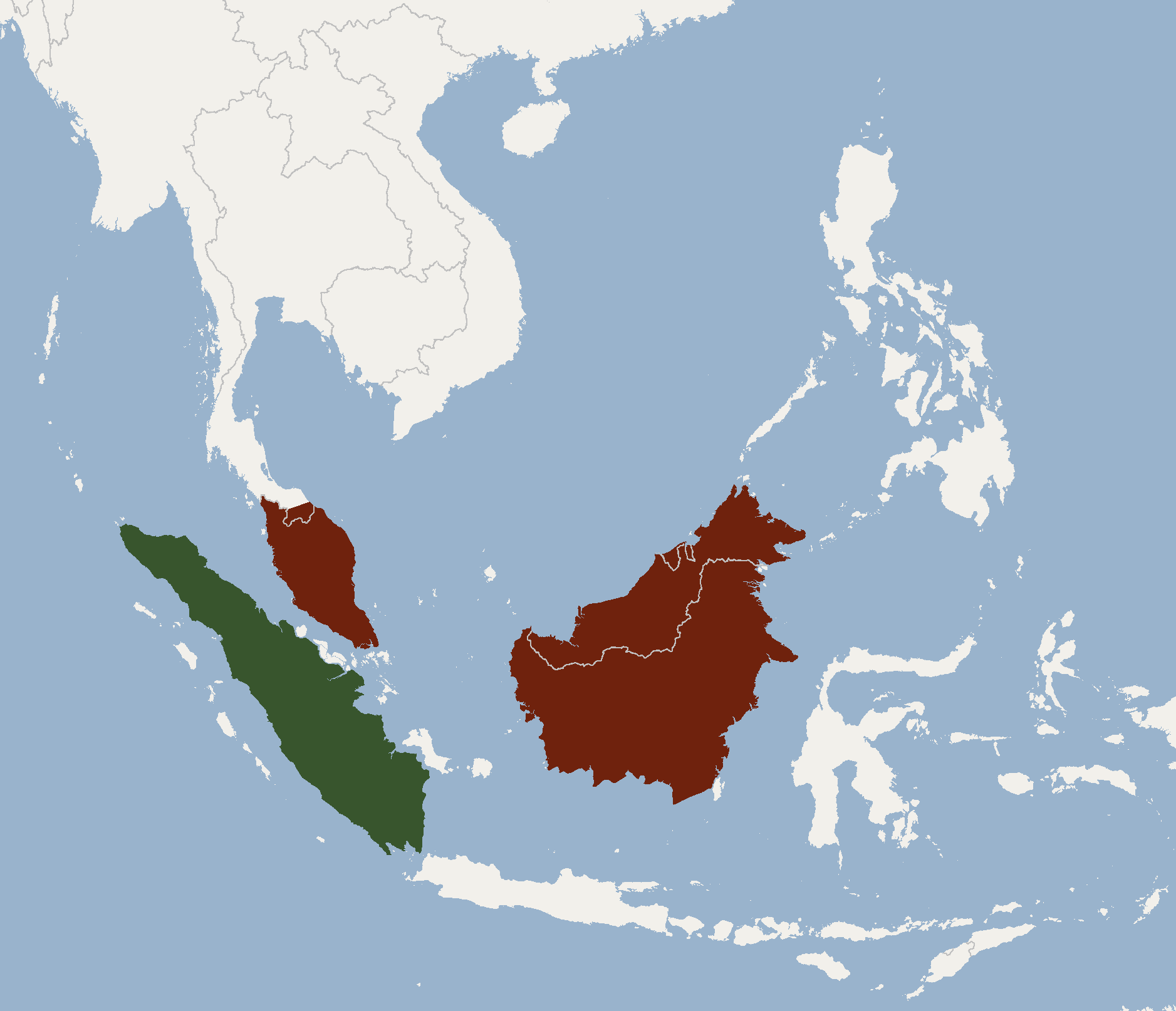